# عزيز عيسى
عبد العزيز عيسى هو لاعب كرة قدم غاني محترف، يلعب في مركز الهجوم، لصالح نادي برشلونة اتلتيك الإسباني في عقد إعارة من نادي دريمز إف سي الغاني. كما أنه لاعب في منتخب غانا لكرة القدم.

## المسيرة الكروية
بدأ عيسى مسيرته الكروية مع فريق الشباب بنادي دريمز إف سي قبل أن يُصنَّف في الفريق الأول عام 2022. ومنذ ذلك الحين، اكتسب شهرةً واسعةً بفضل مساهمته في فوز النادي بأول لقب له في كأس الاتحاد الغاني، مما مكنه من التأهل إلى كأس الكونفيدرالية الإفريقية 2023–24. وتقاسم صدارة هدافي البطولة مع زميله آنذاك جون أنطوي، وكان لاعبًا أساسيًا في كلٍّ من الدوري الغاني الممتاز وكأس الاتحاد الأفريقي. وعلى الصعيد الدولي، كان عيسى جزءًا من منتخب غانا تحت 20 عامًا الذي فاز بالميدالية الذهبية في دورة الألعاب الأفريقية 13 عام 2024.